# Dictionnaire Webster
Le Dictionnaire Webster est le nom donné à un type de dictionnaire de langue anglaise aux États-Unis et faisant autorité concernant l'anglais américain.
Le premier Dictionnaire Webster est issu des travaux du lexicographe Noah Webster dont la première version, Compendious Dictionary of the English Language, date de 1806. Bien que les dictionnaires Merriam-Webster soient les descendants originaux des travaux de Noah Webster, plusieurs autres dictionnaires utilisent ce nom, qui depuis est devenu une marque utilisée comme nom.